# HŠK Skakavci Zagreb
Hrvatski športski klub Skakavci Zagreb bio je hrvatski sportski klub sa Zavrtnice, Zagreb. 
Klub je osnovan u ožujku 1932. Dobio je ime po Grasshopperu, švicarskom nogometnom klubu iz Züricha, za koji je tada igrao Ico Hitrec. Najprije je djelovao kao divlji klub. Imao je nogometnu, stolnotenisku i šahovsku sekciju. Nakon ujedinjenja sa ŠK Uljarom klupsko sjedište se nalazilo u tvornici ulja. Tijekom ljeta 1940. Skakavci se ujedinjuju s Trešnjevkom u Trešnjevačke skakavce.